# 265 TCN
265 TCN là một năm trong lịch La Mã.

## Mất
- Tần Tuyên thái hậu